# Andrea Giovanni Micheletti
Andrea Giovanni Micheletti, noto anche con lo pseudonimo di Tarzan (Cuneo, 1924 – Roccarisa Sant'Anna, 24 marzo 1945), è stato un partigiano italiano, medaglia d'oro al valor militare alla memoria.

## Biografia
Vigile del fuoco, naturale che, per la sua mole imponente e per la forza fisica, i compagni di lotta lo chiamassero "Tarzan". Per gli amici era semplicemente Nino. Ma sia con l'uno sia con l'altro nome divenne presto leggendario nelle valli del Cuneese, dove combatté dall'8 settembre 1943 a poco prima della Liberazione.
Nino era nato in una famiglia povera, così, appena finite le scuole elementari, dovette mettersi a lavorare come manovale. Divenuto maggiorenne, Micheletti entrò nei Vigili del fuoco. Chiamato alla leva, divenne caporale nel battaglione Dronero del 2º Reggimento alpini. Con l'armistizio si diede alla macchia e così cominciò l'epopea di "Tarzan", prima semplice partigiano nella Brigata Garibaldi "Curto", poi comandante di un distaccamento della Brigata "Val Corsaglia" della Divisione Autonoma "Alpi" del Cuneese.
La stessa inusitata lunghezza della motivazione della medaglia d'oro al valor militare, concessa alla memoria di Micheletti, prova delle sue tante azioni contro i nazifascisti e del suo straordinario coraggio: vi si citano, in particolare, un combattimento in una zona fortificata di frontiera; un rocambolesco sganciamento di tutto il suo reparto finito nella morsa di forze preponderanti; il salvataggio attraverso le file nemiche (in sella ad un cavallo al galoppo), di un partigiano ferito; l'estenuante marcia di 15 ore nella neve per portare in salvo, trasportandolo a spalle, un commilitone gravemente assiderato.